# Wahlkreis Hamilton, Larkhall and Stonehouse
| Hamilton, Larkhall and Stonehouse                    |
| ---------------------------------------------------- |
| Hamilton, Larkhall and Stonehouse · Central Scotland |
| Gebildet                                             |
| 2011                                                 |
| Abgeordneter                                         |
| Christina McKelvie (SNP)                             |
| Regionen                                             |
| South Lanarkshire                                    |

Hamilton, Larkhall and Stonehouse ist ein Wahlkreis für das Schottische Parlament. Er wurde im Zuge der Revision der Wahlkreise im Jahre 2011 eingeführt und ist nun einer von neun Wahlkreisen der Wahlregion Central Scotland. Großteils war das Gebiet von Hamilton, Larkhall and Stonehouse zuvor dem Wahlkreis Hamilton South zugeordnet. Hamilton, Larkhall and Stonehouse umfasst Gebiete der Council Area South Lanarkshire. Hamilton und Larkhall sind die beiden bedeutenden Städte innerhalb des Wahlkreises. Der Wahlkreis entsendet einen Abgeordneten.
Der Wahlkreis erstreckt sich über eine Fläche von 107,9 km2. Im Jahre 2020 lebten 74.530 Personen innerhalb seiner Grenzen.

## Wahlergebnisse

### Parlamentswahl 2011
| Ergebnisse der Parlamentswahl 2011 | Ergebnisse der Parlamentswahl 2011 | Ergebnisse der Parlamentswahl 2011 | Ergebnisse der Parlamentswahl 2011 |
| Partei                             | Kandidat                           | Stimmen                            | %                                  |
| ---------------------------------- | ---------------------------------- | ---------------------------------- | ---------------------------------- |
| SNP                                | Christina McKelvie                 | 12.202                             | 48,1                               |
| Labour                             | Tom McCabe                         | 9989                               | 39,4                               |
| Conservative                       | Margaret Mitchell                  | 2547                               | 10,1                               |
| Liberal Democrats                  | Ewan Hoyle                         | 616                                | 2,1                                |
| Wahlbeteiligung: 25.354 (45,18 %)  |                                    |                                    |                                    |

### Parlamentswahl 2016
| Ergebnisse der Parlamentswahl 2016 | Ergebnisse der Parlamentswahl 2016 | Ergebnisse der Parlamentswahl 2016 | Ergebnisse der Parlamentswahl 2016 | Ergebnisse der Parlamentswahl 2016 |
| Partei                             | Kandidat                           | Stimmen                            | %                                  | ±                                  |
| ---------------------------------- | ---------------------------------- | ---------------------------------- | ---------------------------------- | ---------------------------------- |
| SNP                                | Christina McKelvie                 | 13.945                             | 48,3                               | +0,2                               |
| Labour                             | Margaret McCulloch                 | 8.508                              | 29,5                               | −9,9                               |
| Conservative                       | Margaret Mitchell                  | 5.596                              | 19,4                               | +9,3                               |
| Liberal Democrats                  | Eileen Baxendale                   | 836                                | 2,9                                | +0,5                               |
| Wahlbeteiligung: (50,1 %)          |                                    |                                    |                                    |                                    |

### Parlamentswahl 2021
| Ergebnisse der Parlamentswahl 2021 | Ergebnisse der Parlamentswahl 2021 | Ergebnisse der Parlamentswahl 2021 | Ergebnisse der Parlamentswahl 2021 | Ergebnisse der Parlamentswahl 2021 |
| Partei                             | Kandidat                           | Stimmen                            | %                                  | ±                                  |
| ---------------------------------- | ---------------------------------- | ---------------------------------- | ---------------------------------- | ---------------------------------- |
| SNP                                | Christina McKelvie                 | 16.761                             | 46,2                               | −2,1                               |
| Labour                             | Monica Lennon                      | 12.179                             | 33,6                               | +4,1                               |
| Conservative                       | Meghan Gallacher                   | 6.332                              | 17,5                               | −1,9                               |
| Liberal Democrats                  | Mark McGeever                      | 1.012                              | 2,8                                | −0,1                               |
| Wahlbeteiligung: 61 %              |                                    |                                    |                                    |                                    |